# Enrique Paternina
Enrique Paternina (Logronyo, 1866-1910) fou un pintor espanyol.
Va estudiar a la Real Academia de Bellas Artes de San Fernando de Madrid. El 1887 va viatjar a Itàlia, va recórrer el país i es va instal·lar a la capital. Un any més tard es va incorporar a l'Associació Artística Internacional de Roma. La seva obra més cèlebre, La visita de la mare, va guanyar la medalla de segona classe a l'Exposició Nacional de Belles Arts (Madrid) de 1892, i també el mateix guardó a l'Exposició Artística de Bilbao d'aquell any. Es va presentar a la III Exposició de Belles Arts i Indústries Artístiques de Barcelona el 1896, en la qual també va participar Picasso amb La Primera Comunió. La seva obra es va centrar en la temàtica social, sense menystenir el paisatge i el gènere costumista.